# 31877 Davideverett
31877 Davideverett è un asteroide della fascia principale. Scoperto nel 2000, presenta un'orbita caratterizzata da un semiasse maggiore pari a 2,3520155 UA e da un'eccentricità di 0,1642986, inclinata di 2,29739° rispetto all'eclittica.